# Comuna Ticușu, Brașov
Ticușu este o comună în județul Brașov, Transilvania, România, formată din satele Cobor și Ticușu Vechi (reședința).

## Demografie
Componența etnică a comunei Ticușu
     Români (44,9%)
     Romi (38,02%)
     Maghiari (7,08%)
     Germani (1,46%)
     Alte etnii (0,31%)
     Necunoscută (8,23%)
Componența confesională a comunei Ticușu
     Ortodocși (73,02%)
     Reformați (6,25%)
     Penticostali (2,81%)
     Alte religii (3,96%)
     Necunoscută (13,96%)
Conform recensământului efectuat în 2021, populația comunei Ticușu se ridică la 960 de locuitori, în creștere față de recensământul anterior din 2011, când fuseseră înregistrați 908 locuitori. Cei mai mulți locuitori sunt români (44,9%), cu minorități de romi (38,02%), maghiari (7,08%) și germani (1,46%), iar pentru 8,23% nu se cunoaște apartenența etnică. Din punct de vedere confesional, majoritatea locuitorilor sunt ortodocși (73,02%), cu minorități de reformați (6,25%) și penticostali (2,81%), iar pentru 13,96% nu se cunoaște apartenența confesională.

## Politică și administrație
Comuna Ticușu este administrată de un primar și un consiliu local compus din 9 consilieri. Primarul, Ionuț Tatu-Zosim[*], de la Partidul Social Democrat, este în funcție din 1 noiembrie 2024. Începând cu alegerile locale din 2024, consiliul local are următoarea componență pe partide politice:
|  | Partid                                 | Consilieri | Componența Consiliului | Componența Consiliului | Componența Consiliului | Componența Consiliului |
|  | -------------------------------------- | ---------- | ---------------------- | ---------------------- | ---------------------- | ---------------------- |
|  | Partidul Național Liberal              | 4          |                        |                        |                        |                        |
|  | Partidul Social Democrat               | 3          |                        |                        |                        |                        |
|  | Uniunea Democrată Maghiară din România | 1          |                        |                        |                        |                        |
|  | Partidul Mișcarea Populară             | 1          |                        |                        |                        |                        |

## Primarii comunei
- 1996[8] - 2000 - Lidichiu Ioan, de la PDSR
- 2000[9] - 2004 - Lidichiu Ioan, de la PDSR
- 2004[10] - 2008 - Șchiopea Emil Mircea, de la PNL
- 2008[11] - 2012 - Sima Ioan, de la PNG-CD
- 2012[12] - 2016 - Șchiopea Emil Mircea, de la USL
- 2016[13] - 2020 - Șchiopea Emil Mircea, de la PNL
- 2020[14] - 2024 - Șchiopea Emil Mircea, de la PNL

## Personalități născute aici
- Olimpiu Nodea (1935 - 2024), jucător, antrenor de handbal.

## Biliografie
Pagină Ticușu Vechi în germană 

## Vezi și
- Biserica fortificată din Cobor
- Biserica de lemn din Cobor
- Biserica fortificată din Ticușu Vechi
- Hârtibaciu Sud - Est (sit de importanță comunitară inclus în rețeaua ecologică europeană Natura 2000 în România).
- Podișul Hârtibaciului (arie de protecție specială avifaunistică)

## Imagini

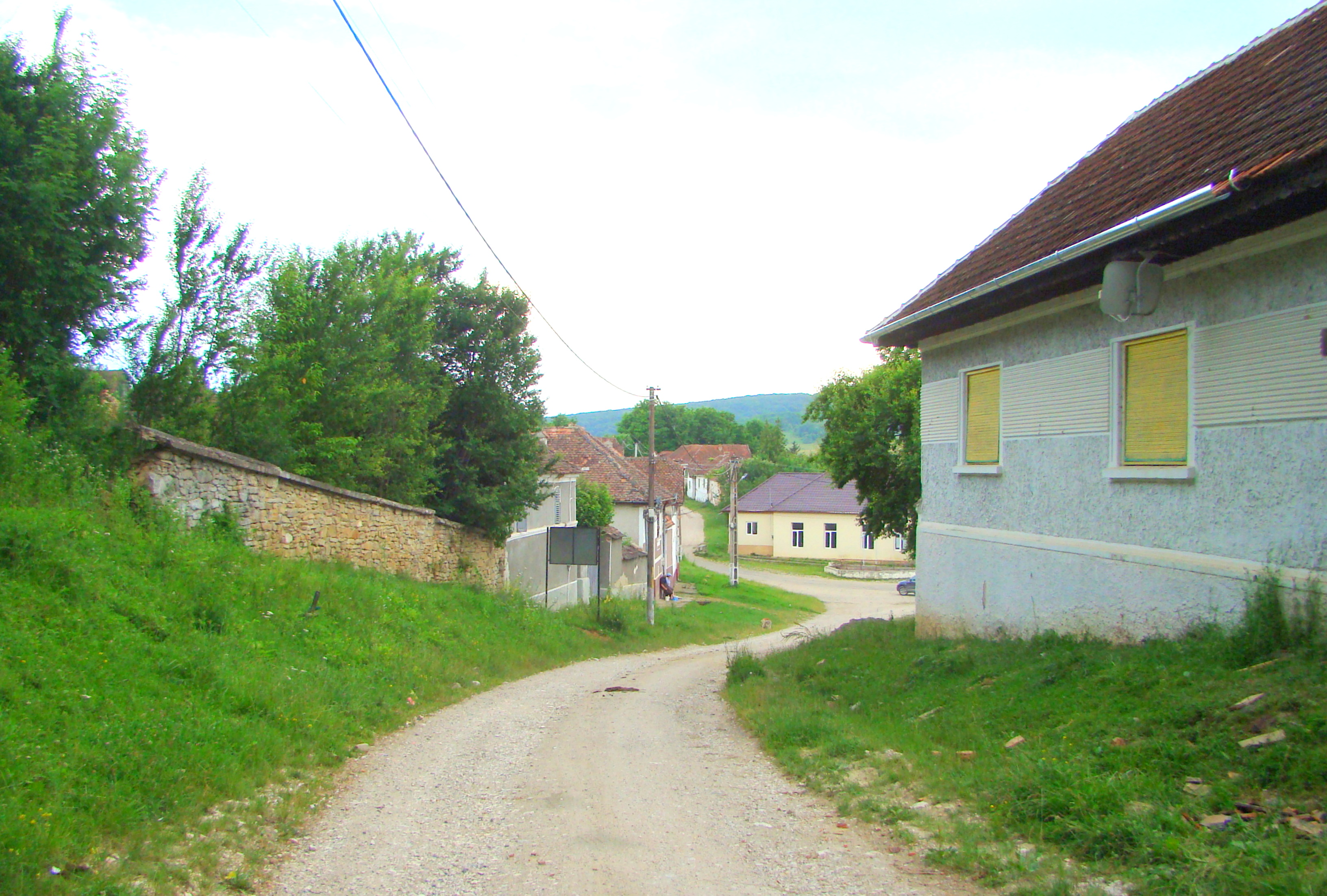
Cobor
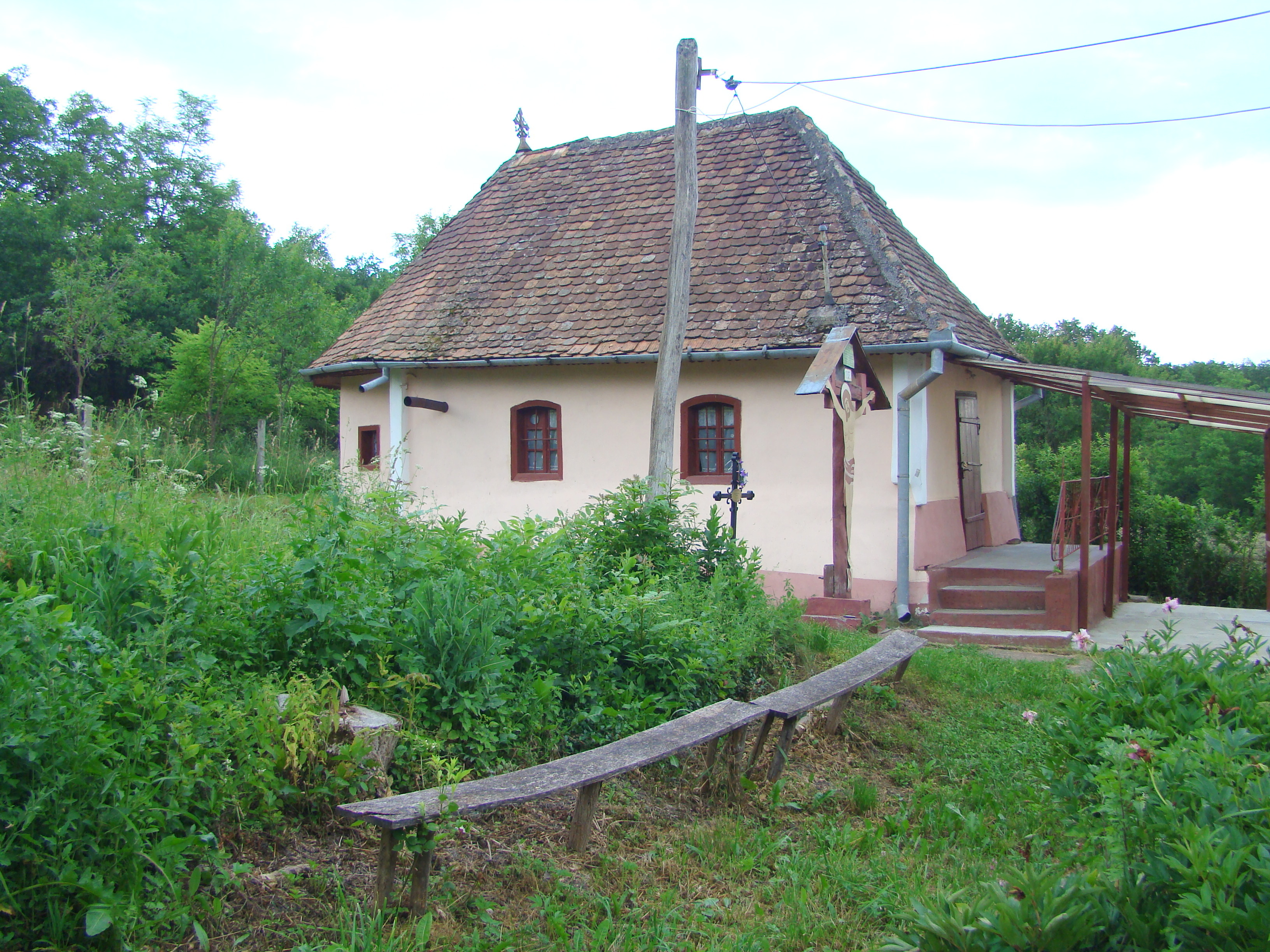
Biserica de lemn din Cobor
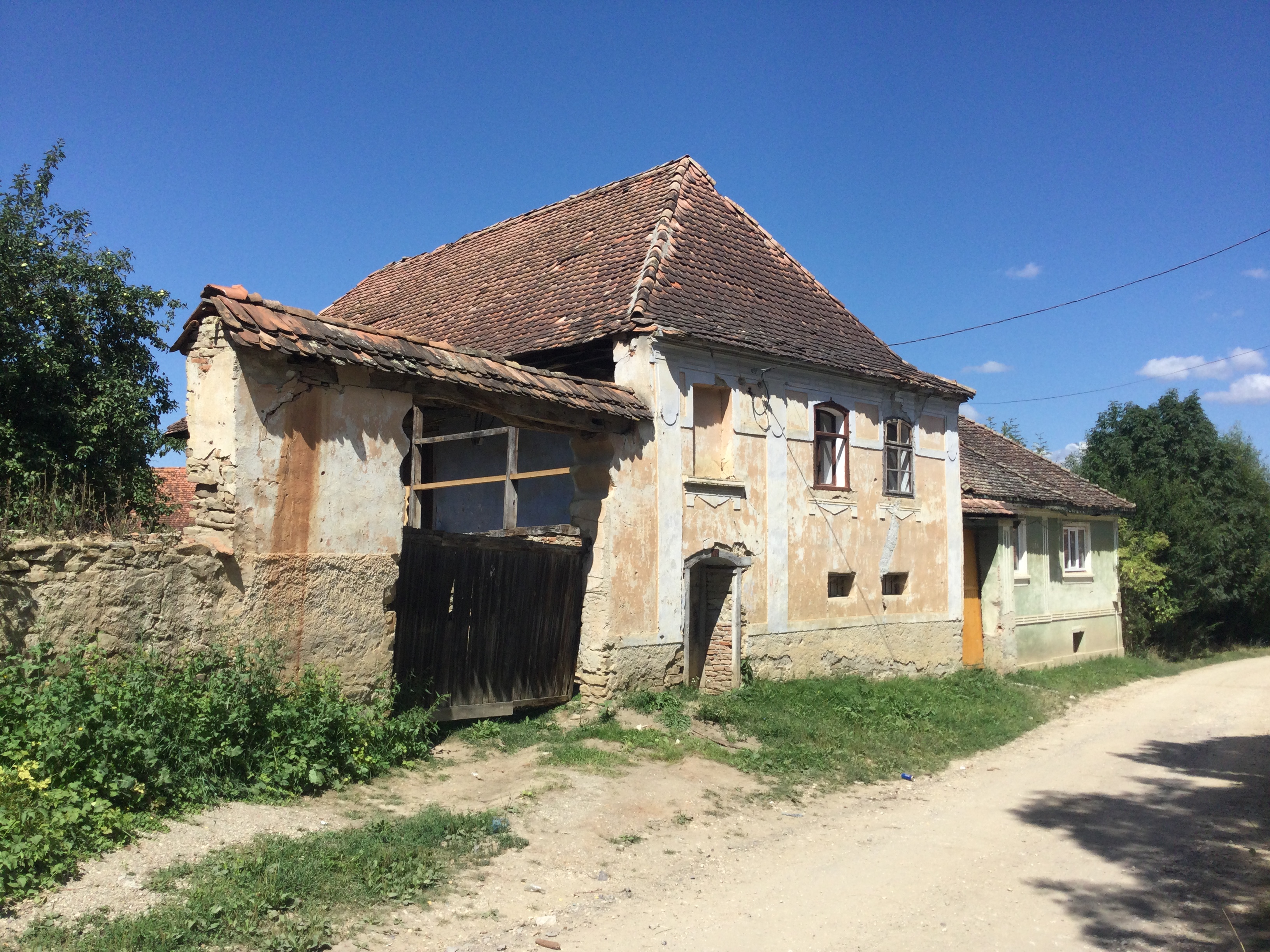
Cobor
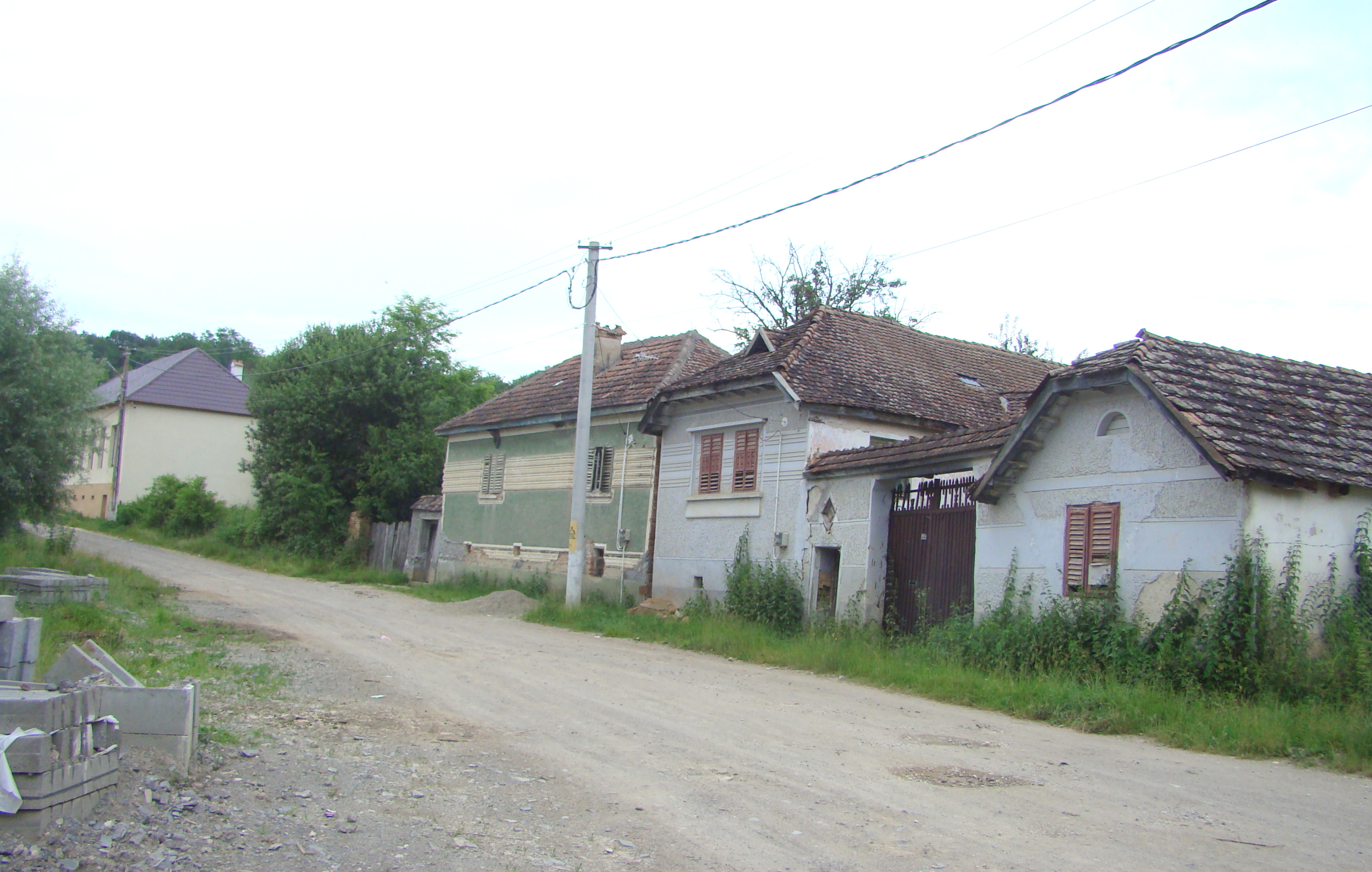
Cobor
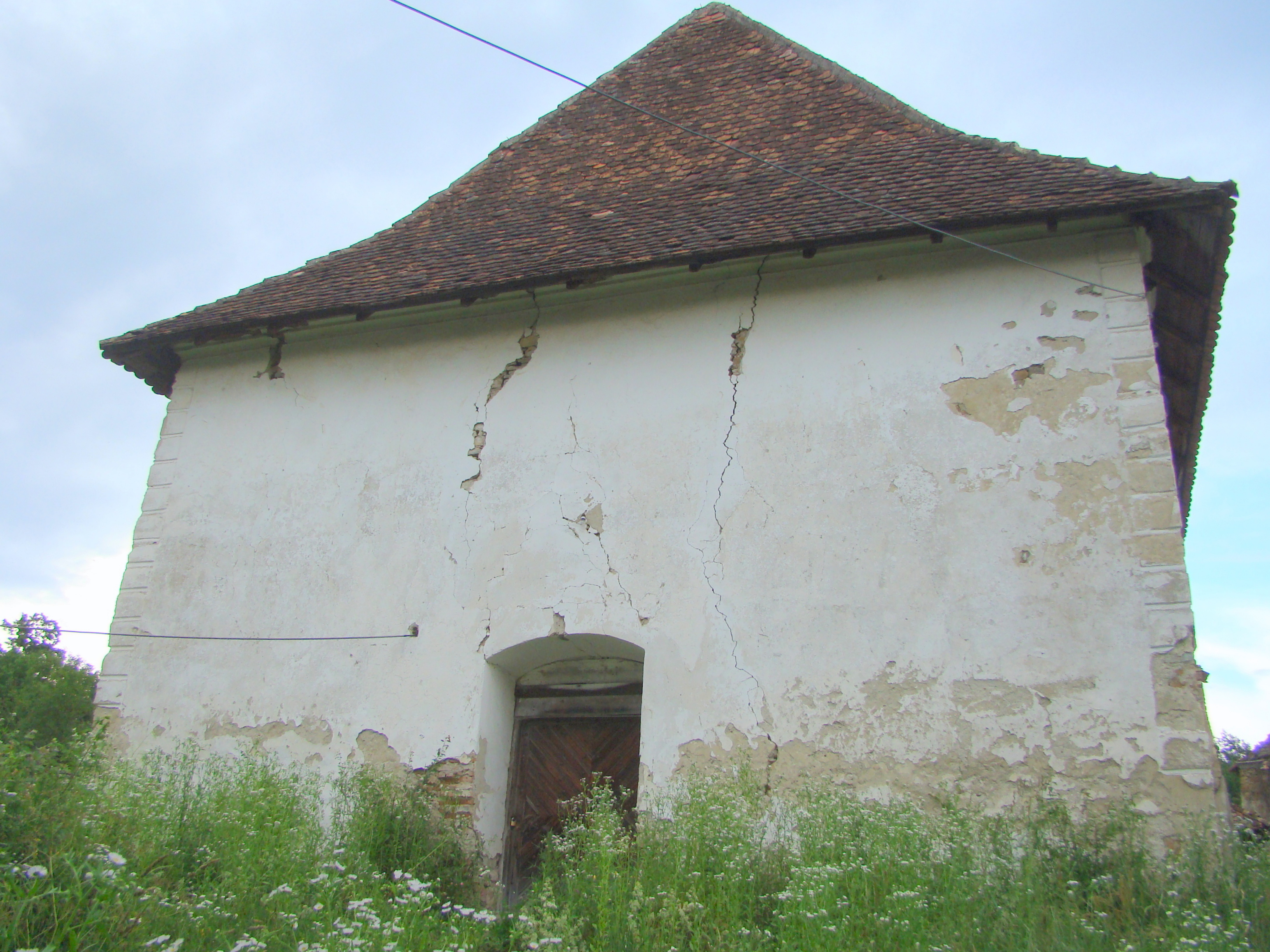
Biserica reformată din Cobor (monument istoric)
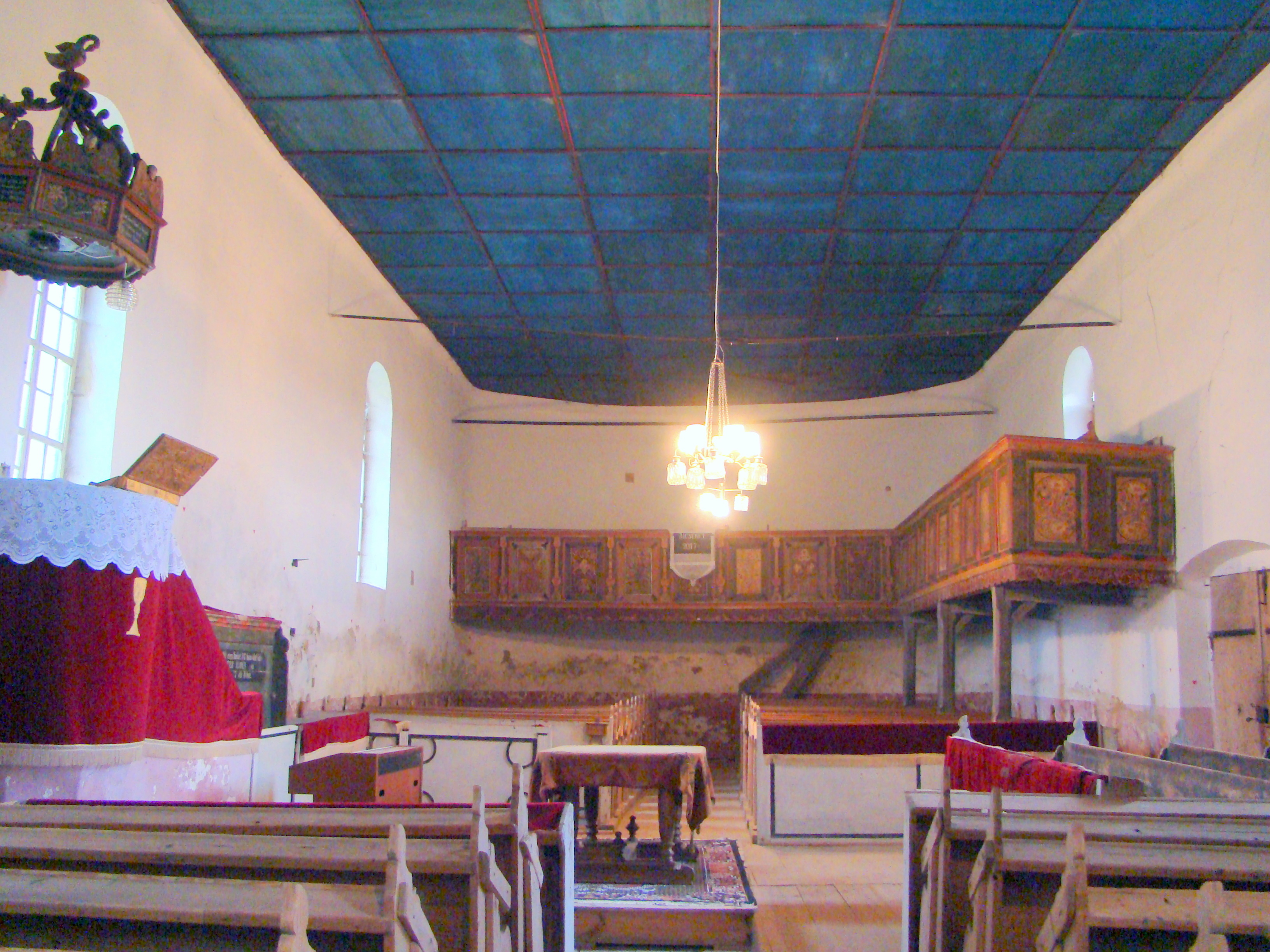
Interiorul
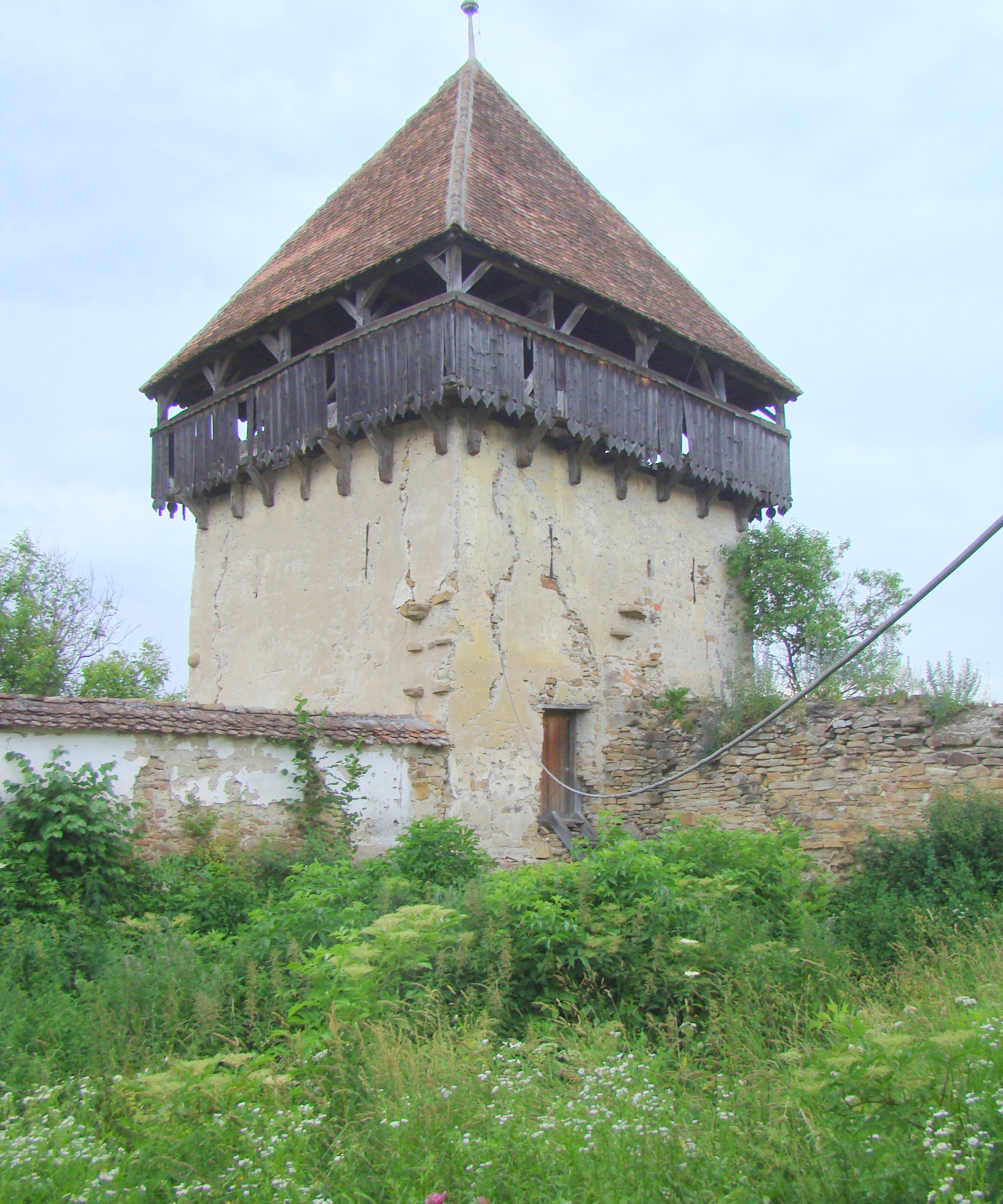
Fortificația
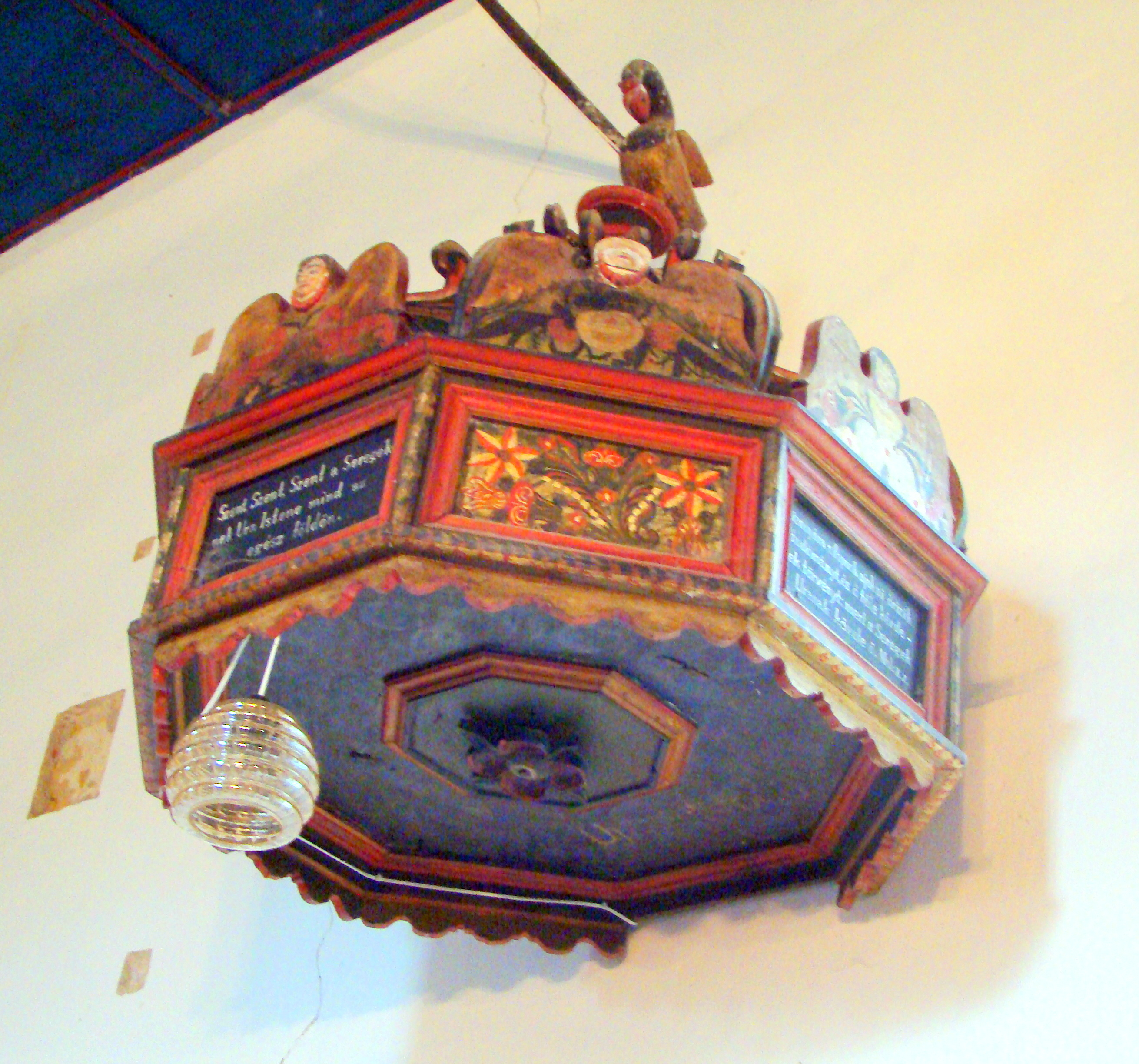
Coronamentul amvonului
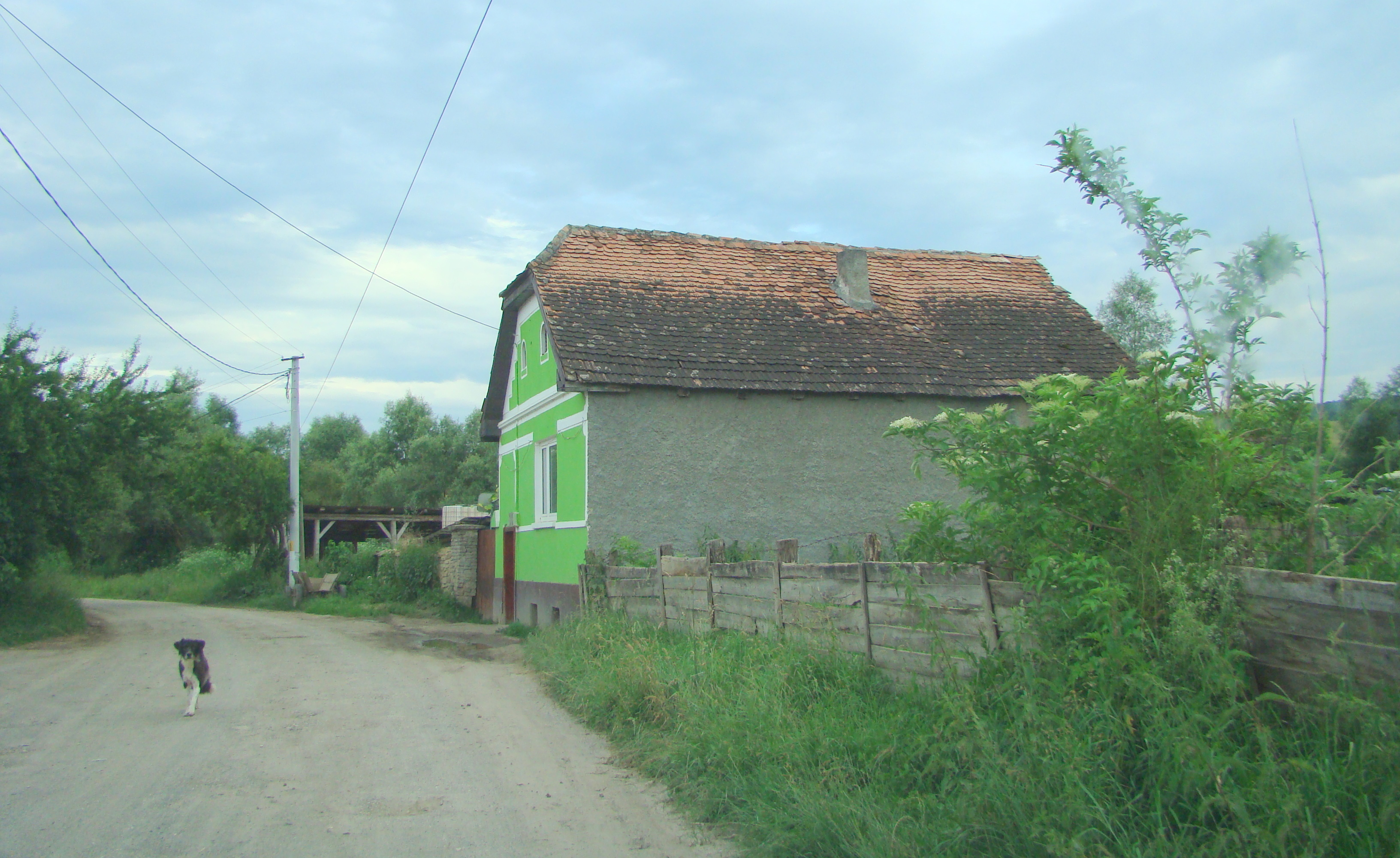
Cobor
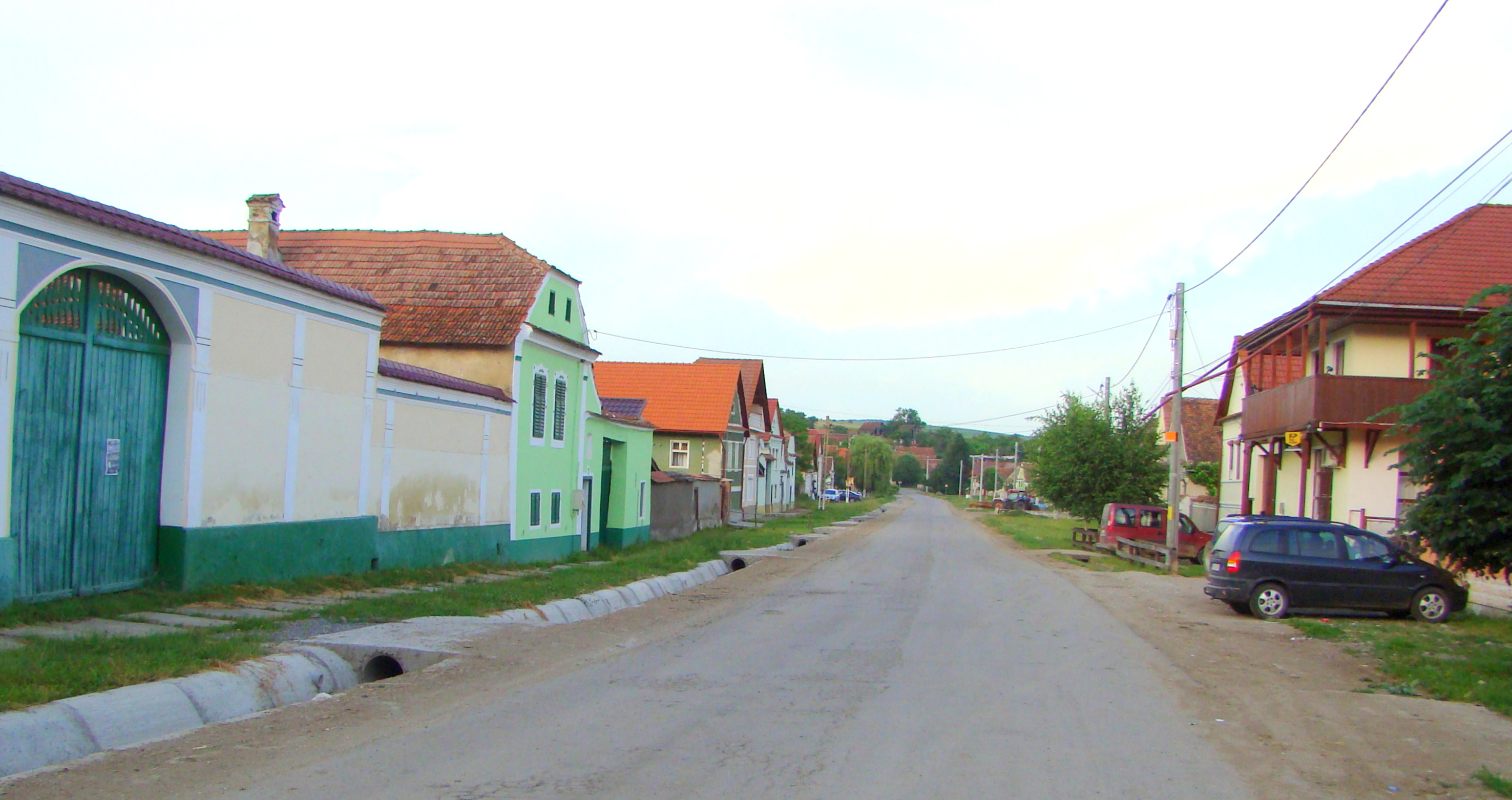
Ticușu Vechi
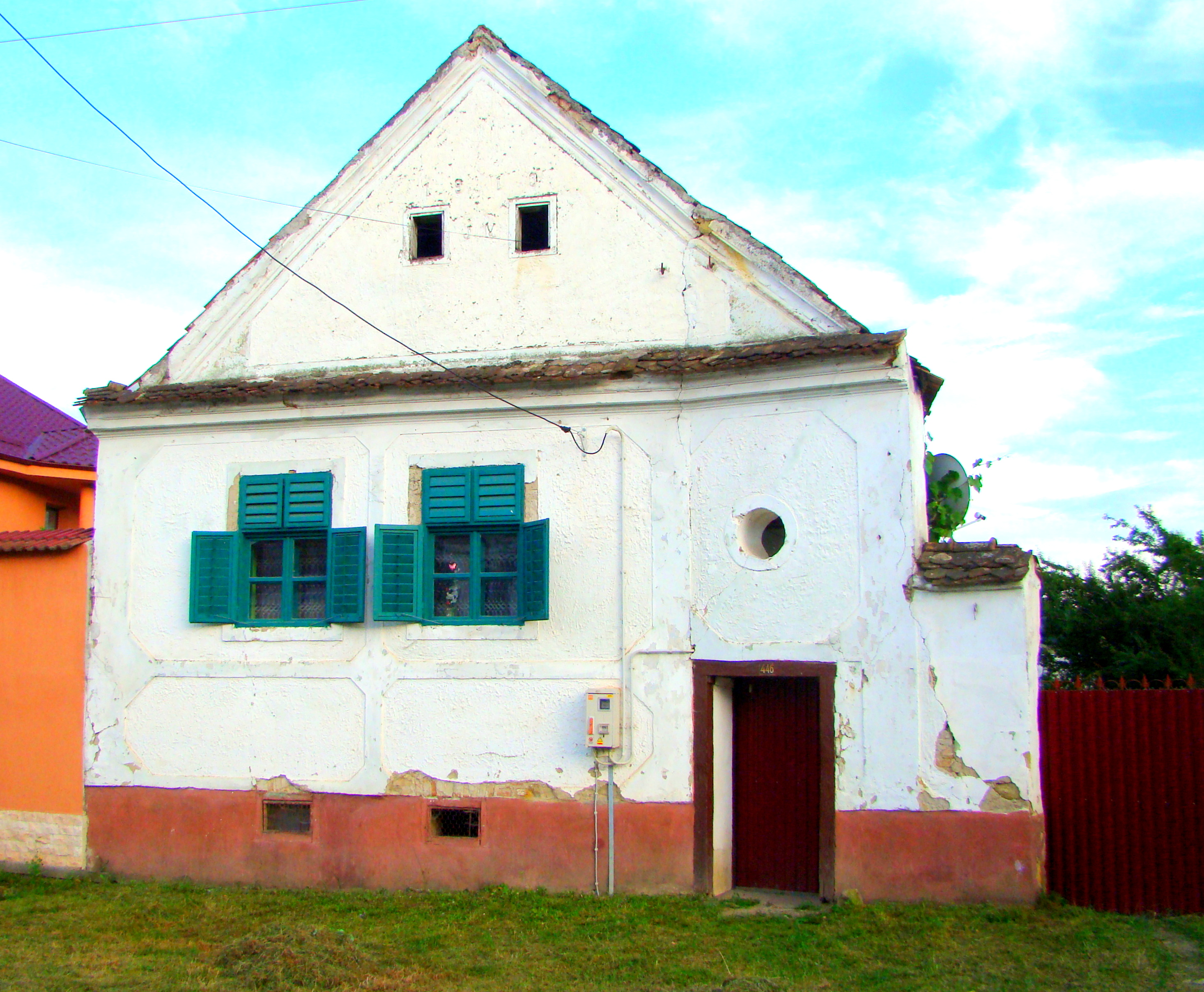
Ansamblul rural „Str. Principală” din Ticușu Vechi (monument istoric)
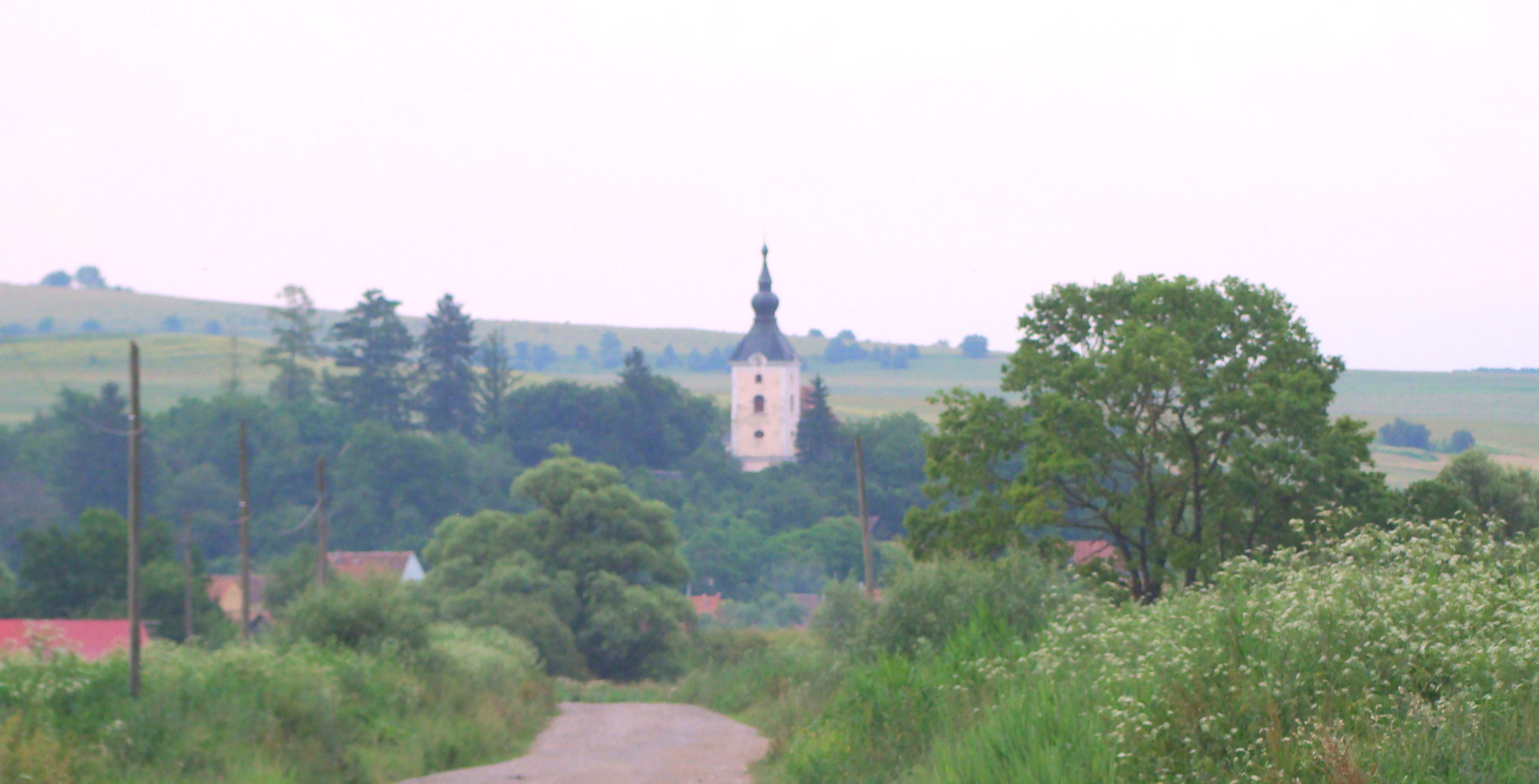
Biserica evanghelică din Ticușu Vechi (monument istoric)
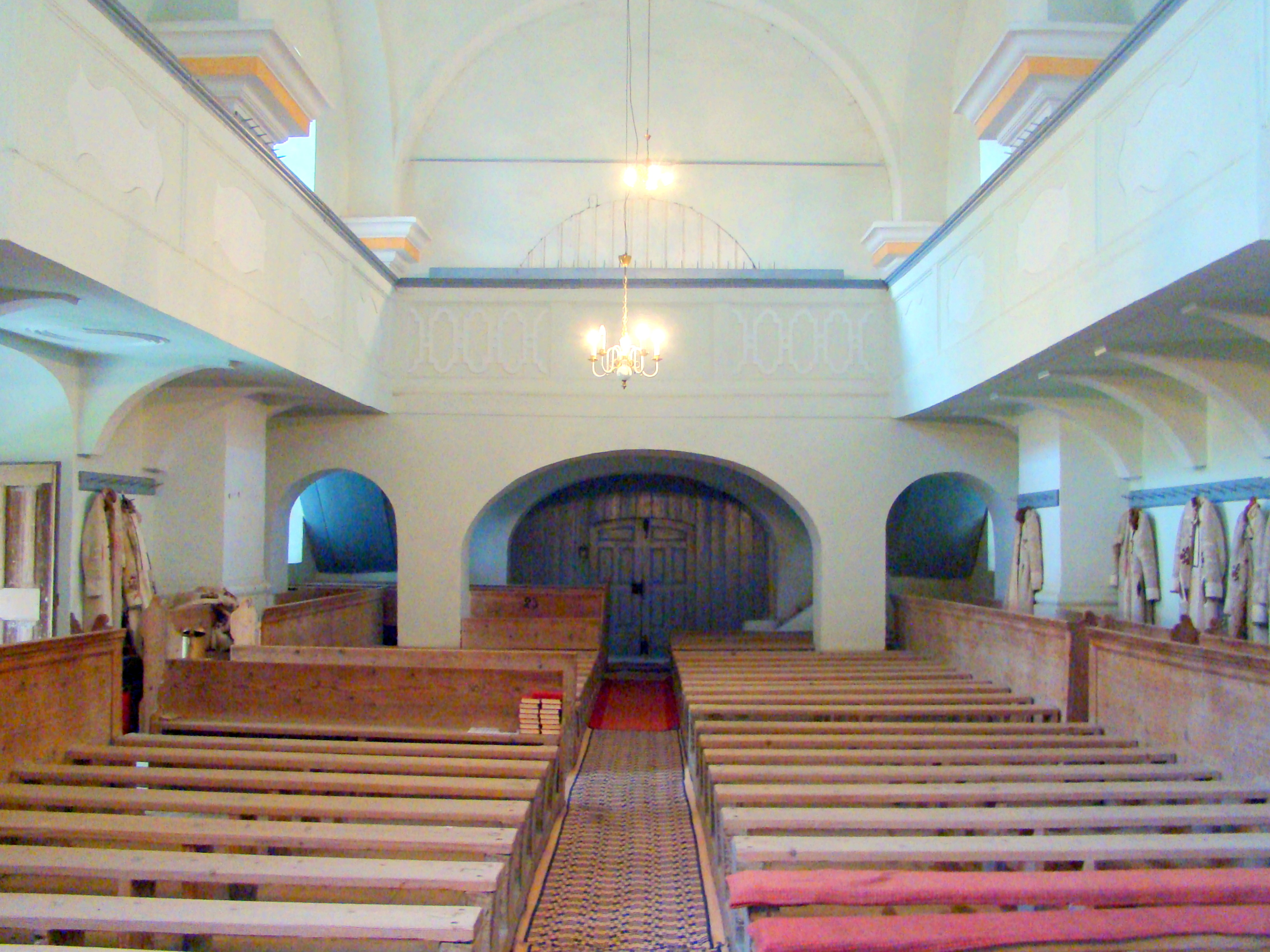
Biserica evanghelică din Ticușu Vechi (monument istoric)
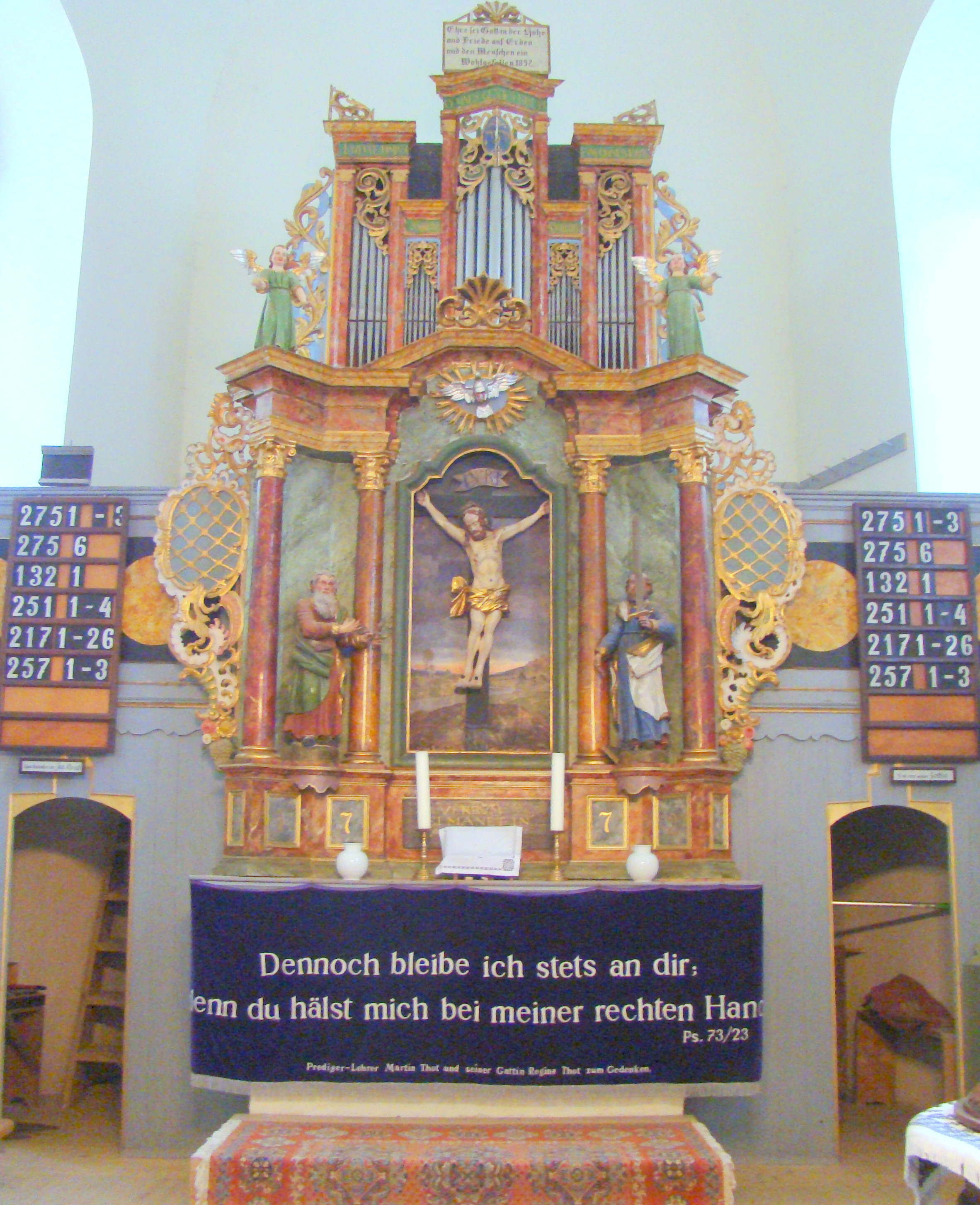
Altarul bisericii evanghelice din Ticusu Vechi
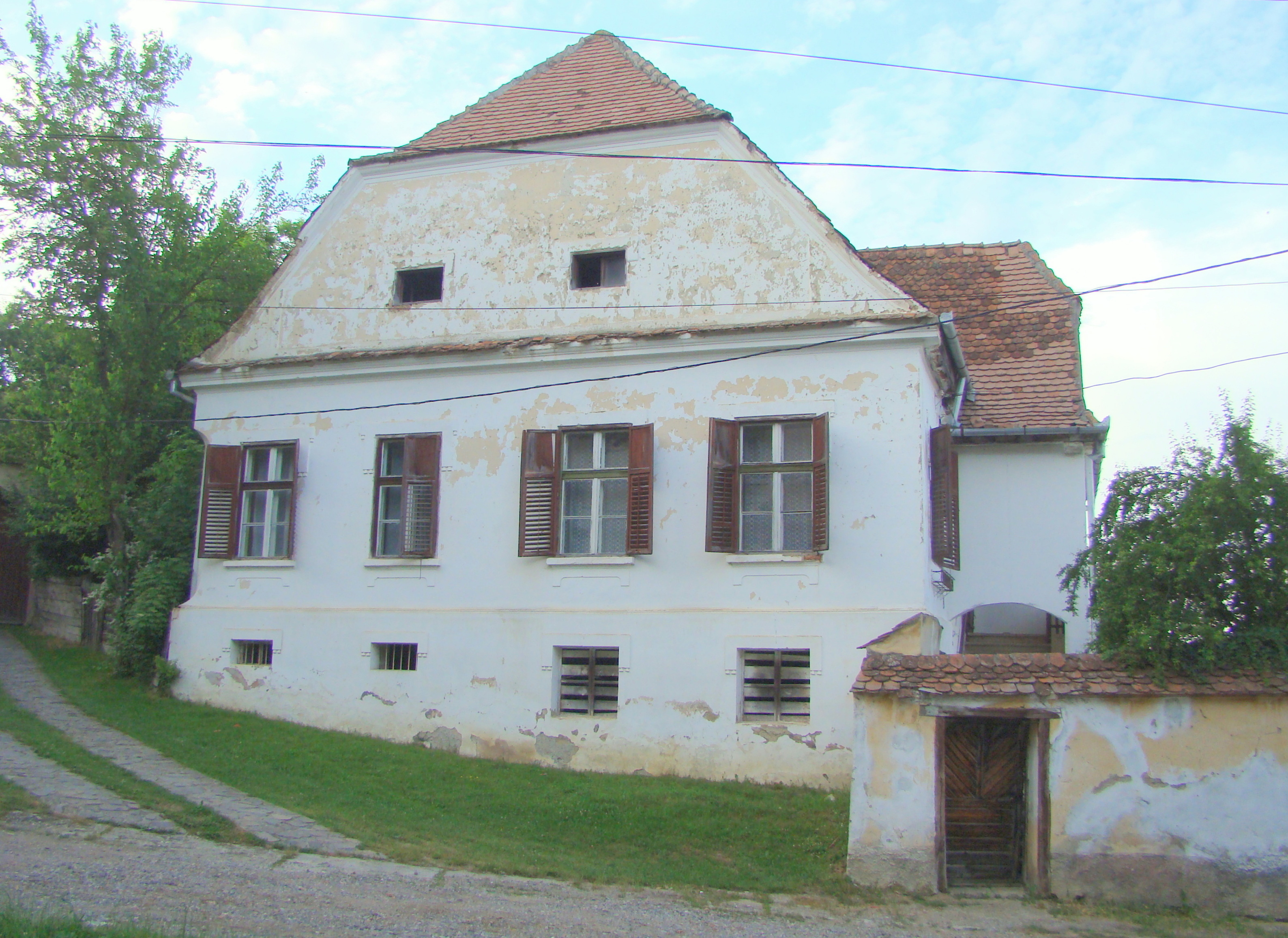
Ansamblul rural „Str. Principală” din Ticușu Vechi (monument istoric)
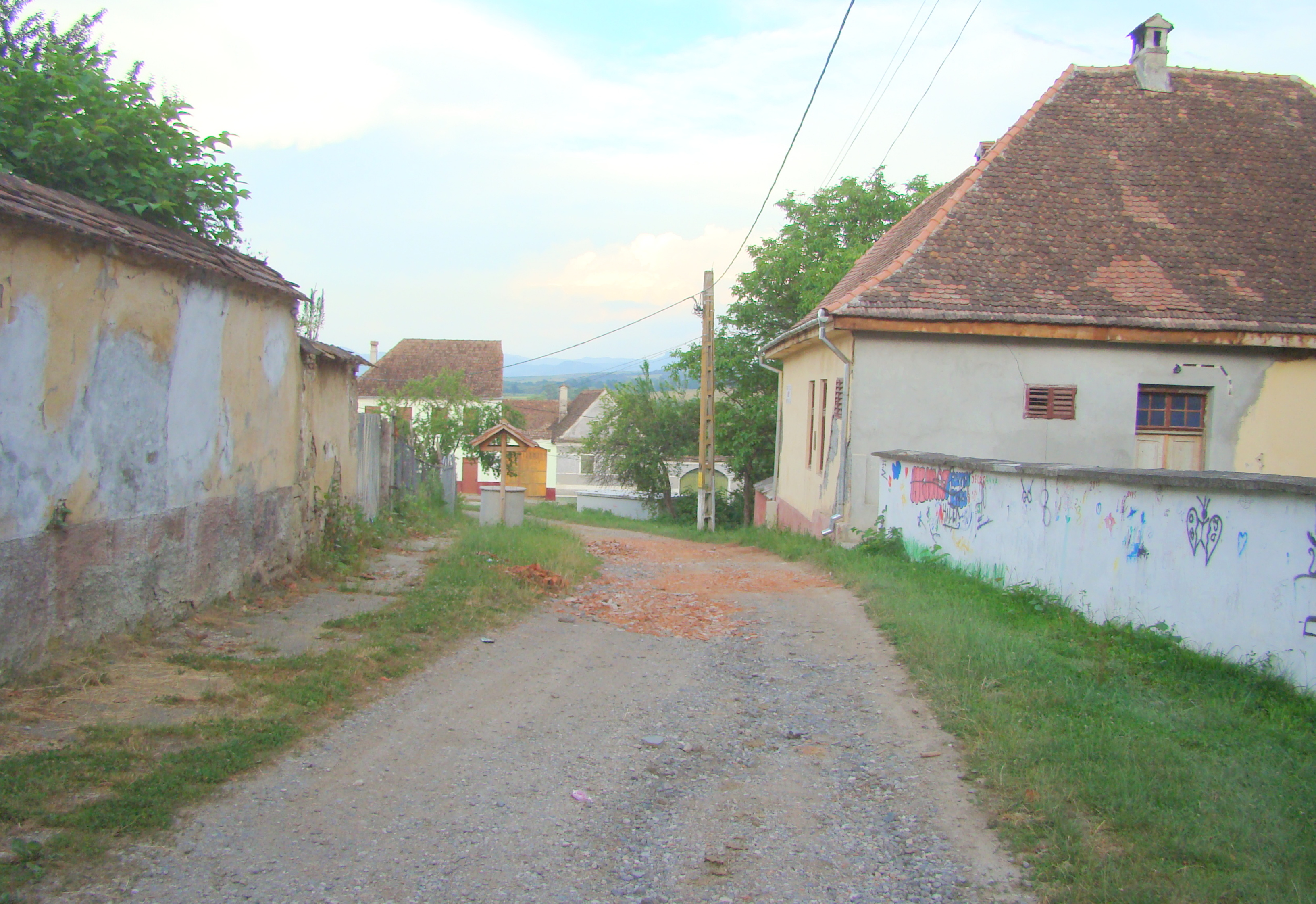
Ticușu Vechi